# Райнгард Скрицек
Райнгард Скрицек (нім. Reinhard Skricek, 4 січня 1948, Гельзенкірхен) — німецький боксер, олімпійський медаліст.

## Аматорська кар'єра
Райнгард Скрицек займав призові місця на чемпіонаті Німеччини, але жодного разу не був чемпіоном. 1974 року на першому чемпіонаті світу з боксу здобув дві перемоги і програв у чвертьфіналі Збігневу Кіцка (Польща).
На Олімпійських іграх 1976 завоював бронзову медаль.
- В 1/16 фіналу переміг Хосе Вальєхо (Домініканська Республіка) — 5-0
- В 1/8 фіналу переміг Луїджи Мінчилло (Італія) — 5-0
- В чвертьфіналі переміг Майка Маккаллума (Ямайка) — 3-2
- В півфіналі програв Педро Гамарро (Венесуела) — RSC 3